# Reuzenbovist
De reuzenbovist (Calvatia gigantea) is een grote paddenstoel uit de familie Agaricaceae.

## Leefomgeving
Deze saprofyt groeit op de grond in onder meer weilanden, tuinen, wegbermen en ruigtes. Hij vormt daar soms heksenkringen. Het is een vrij algemeen voorkomende paddenstoel, met name op zandige of verstoorde klei- en veengrond en op plaatsen waar schapen geweid zijn. Van zomer tot herfst is de soort aan te treffen.

## Eigenschappen
Het bijna bolvormige witte vruchtlichaam heeft een doorsnede tot 80 cm, soms zelfs nog groter. Vaak is hij leerachtig en soms glanzend. Aan de onderzijde is hij iets gegroefd. Een steriele basis, zoals bij de afgeplatte stuifzwam (Lycoperdon pratense), ontbreekt hier. Het inwendige is eerst wit en stevig vlezig. Als de sporen rijp zijn, verandert de kleur van de paddenstoel in olijfbruin en het geheel wordt zacht en poederig.
De bevestiging in de grond met dikke myceliumstrengen is maar losjes. Wanneer de vruchtlichamen rijp zijn en open scheuren worden miljarden sporen door de wind verspreid.

## Toepassingen
Als het vlees nog wit is, is de reuzenbovist eetbaar. Er kunnen bij de groei echter zware metalen in opgeslagen zijn in concentraties die voor voedingsmiddelen in België en Nederland niet zijn toegestaan. Daarbij bevat de soort niet veel voedingsstoffen en zit er weinig smaak aan.

## Afbeeldingen

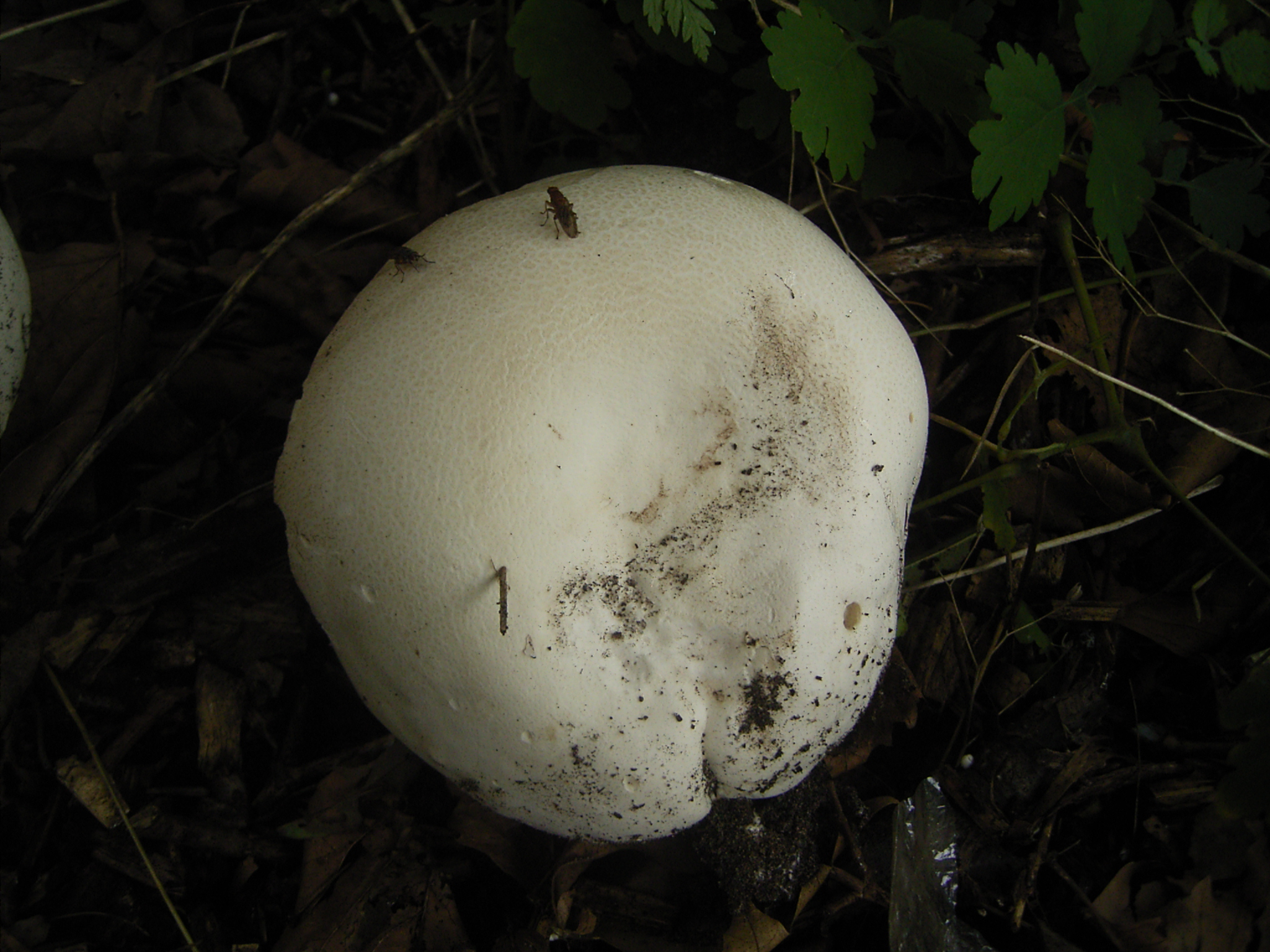
Met vlieg
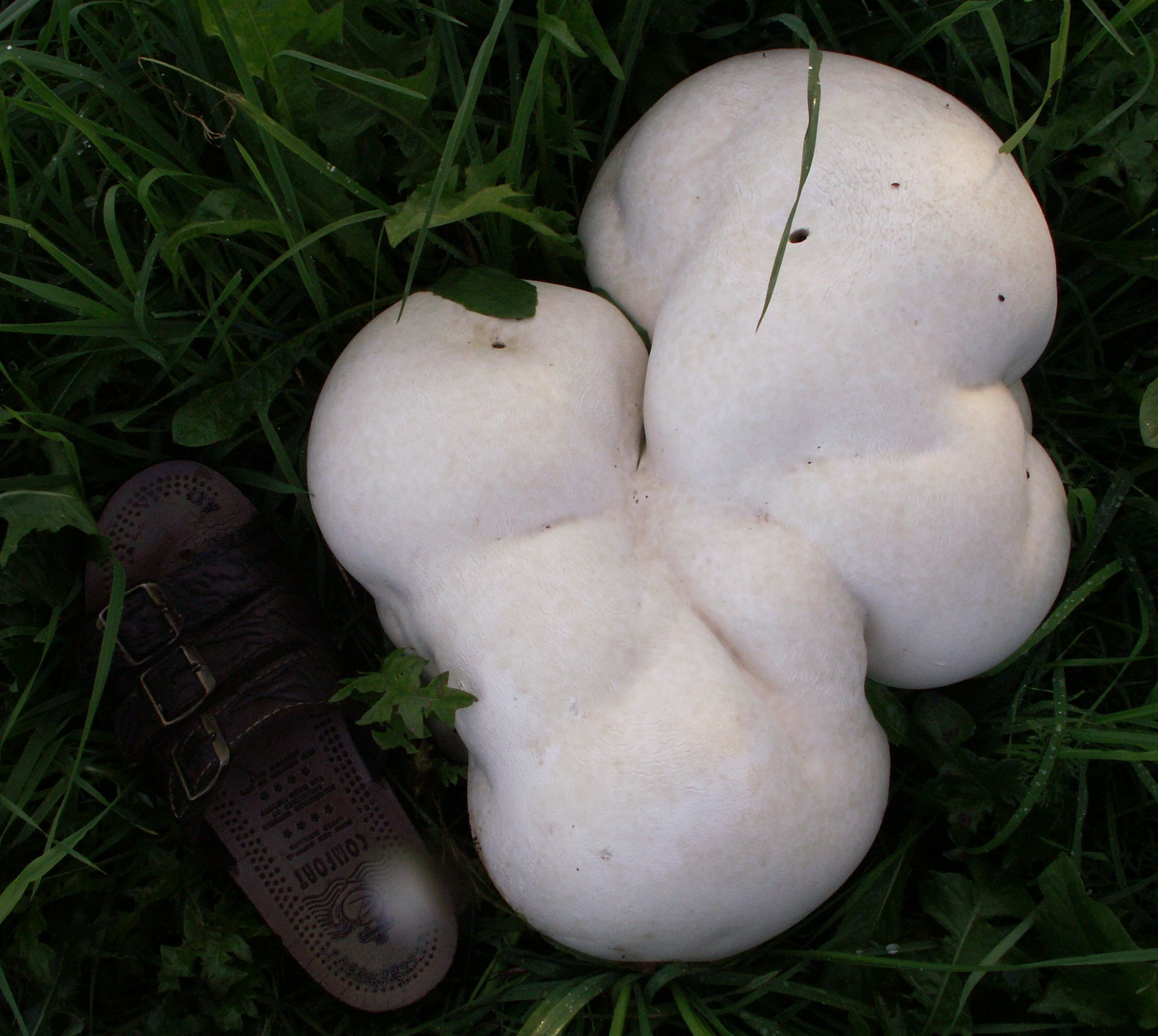
Grillige bolvorm
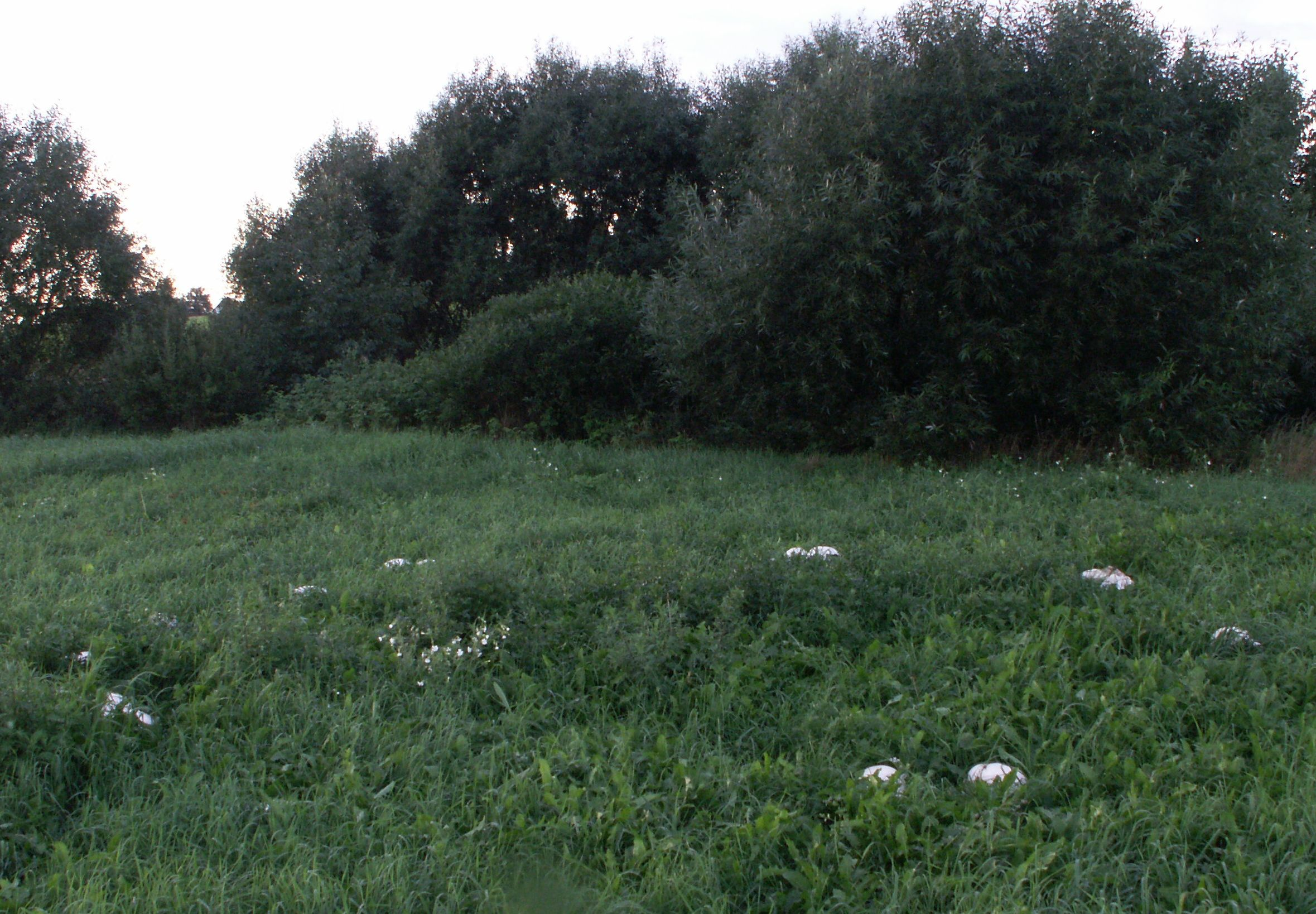
Heksenkring in een weiland
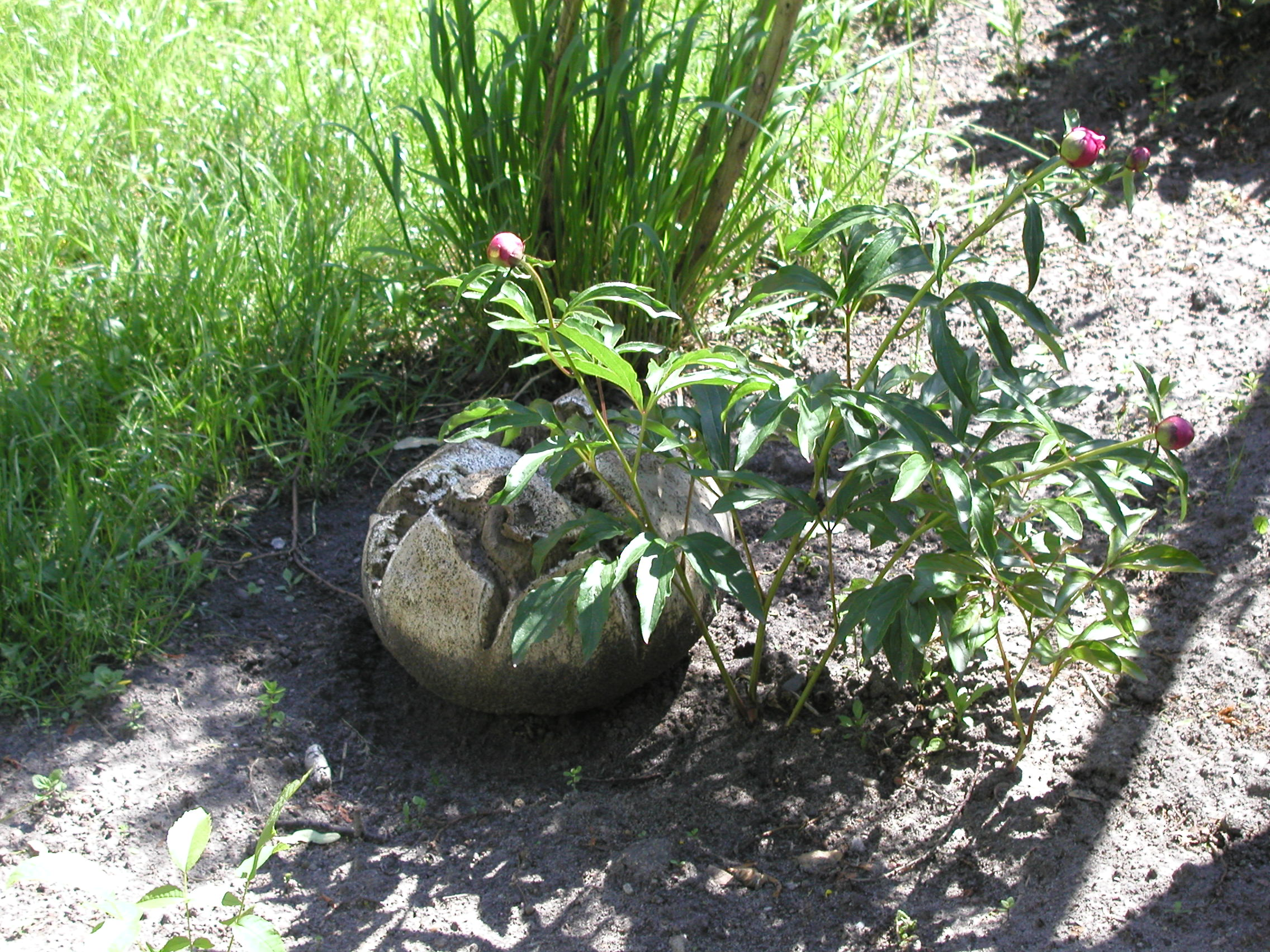
Opengebarsten
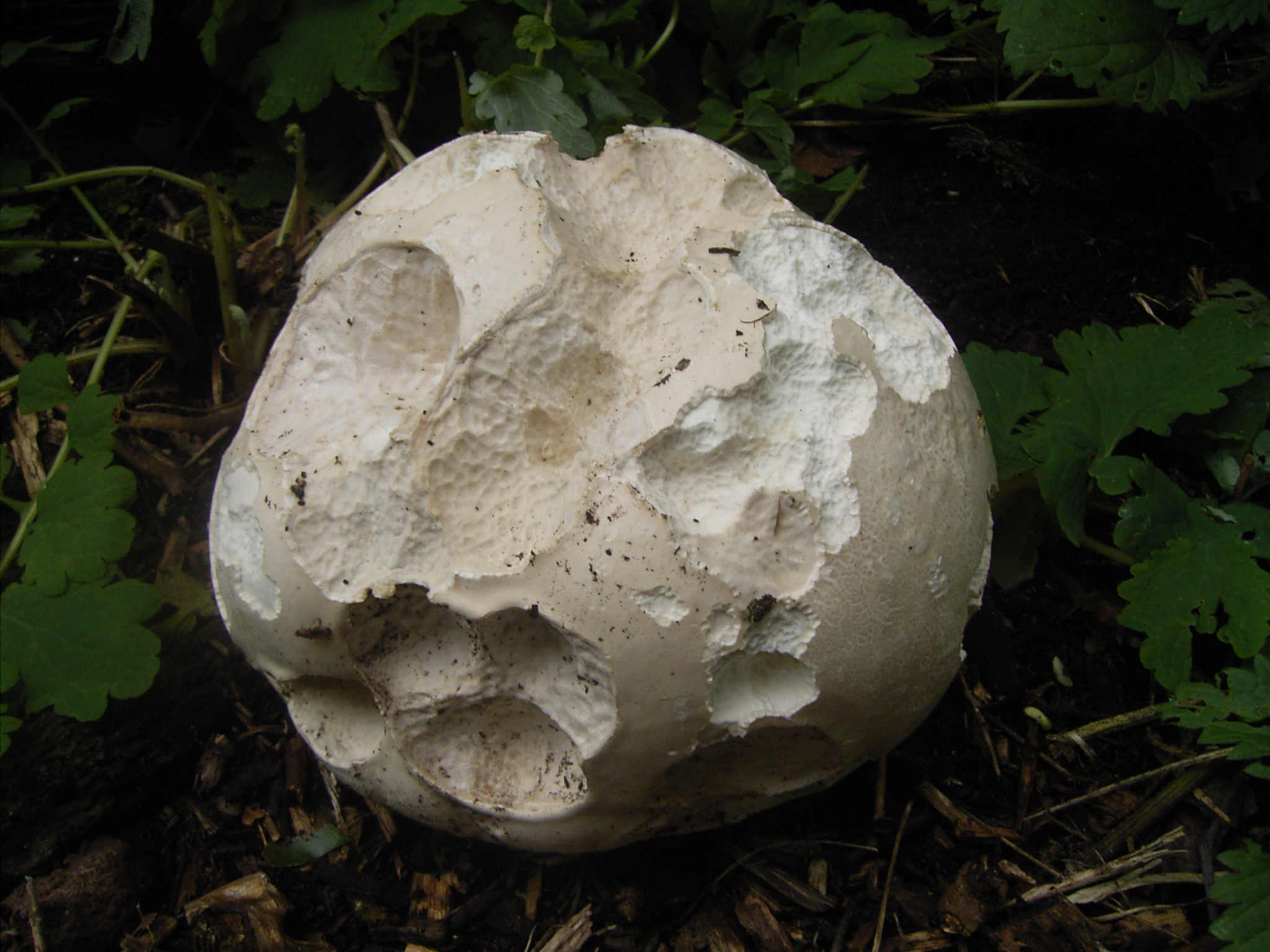
Aangevreten